# Jacob Cats

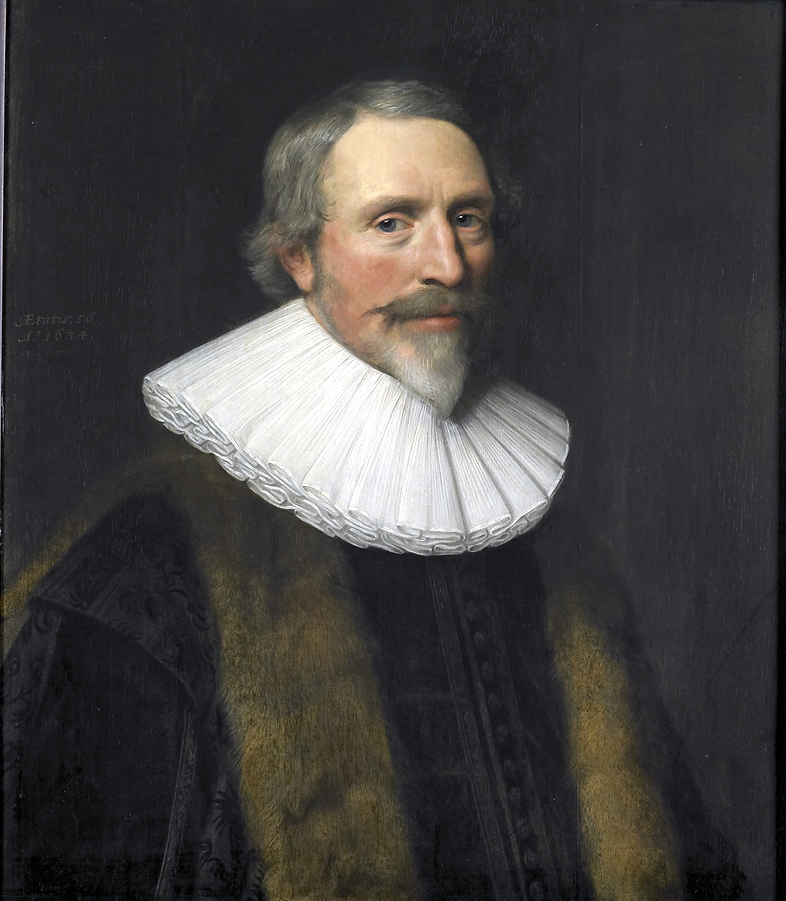
Jacob Cats ritratto da Michiel van Mierevelt

Jacob Cats (Brouwershaven, 10 novembre 1577 – L'Aia, 12 settembre 1660) è stato un poeta, umorista, giurista e politico olandese. È famoso soprattutto per i suoi libri di emblemi.

## Primi anni
Cats perse la madre in tenera età, fu adottato con i tre fratelli da uno zio, fu mandato a scuola a Zierikzee. Studiò diritto a Leida e a Orléans e, tornato in Olanda, si stabilì all'Aia, dove cominciò la pratica forense per diventare avvocato. La sua arringa in difesa di una persona accusata di stregoneria gli procurò molti clienti e una certa reputazione. In questo periodo Cats aveva una relazione sentimentale seria ma non poté sposarsi perché soffriva di febbre terzana, malattia che durò quasi due anni. Su consiglio medico si recò in Inghilterra, dove si fece visitare invano dai migliori specialisti. Tornò in Zelanda e qui guarì misteriosamente con una polvere avuta da un medico ambulante (fonti posteriori sostengono che era un ciarlatano). Nel 1602 Cats sposò una donna ricca, Elizabeth van Valkenburg, e da questo momento in poi visse a Grijskerke in Zelanda, dove si dedicò all'agricoltura e alla poesia.

## Carriera diplomatica
Nel 1621, alla fine della Tregua dei dodici anni con la Spagna, la rottura delle dighe lo allontanò dalla sua tenuta in campagna. Fu nominato pensionario (magistrato stipendiato) di Middelburg e due anni dopo pensionario di Dordrecht. Nel 1627 andò in Inghilterra come inviato presso Carlo I d'Inghilterra, che gli conferì il titolo di cavaliere. Nel 1636 fu nominato Gran Pensionario d'Olanda e nel 1648 Custode del Gran Sigillo; nel 1651 si dimise dai suoi incarichi ma nel 1657 fu inviato una seconda volta in Inghilterra, questa volta senza successo, presso Oliver Cromwell.

## Poesia

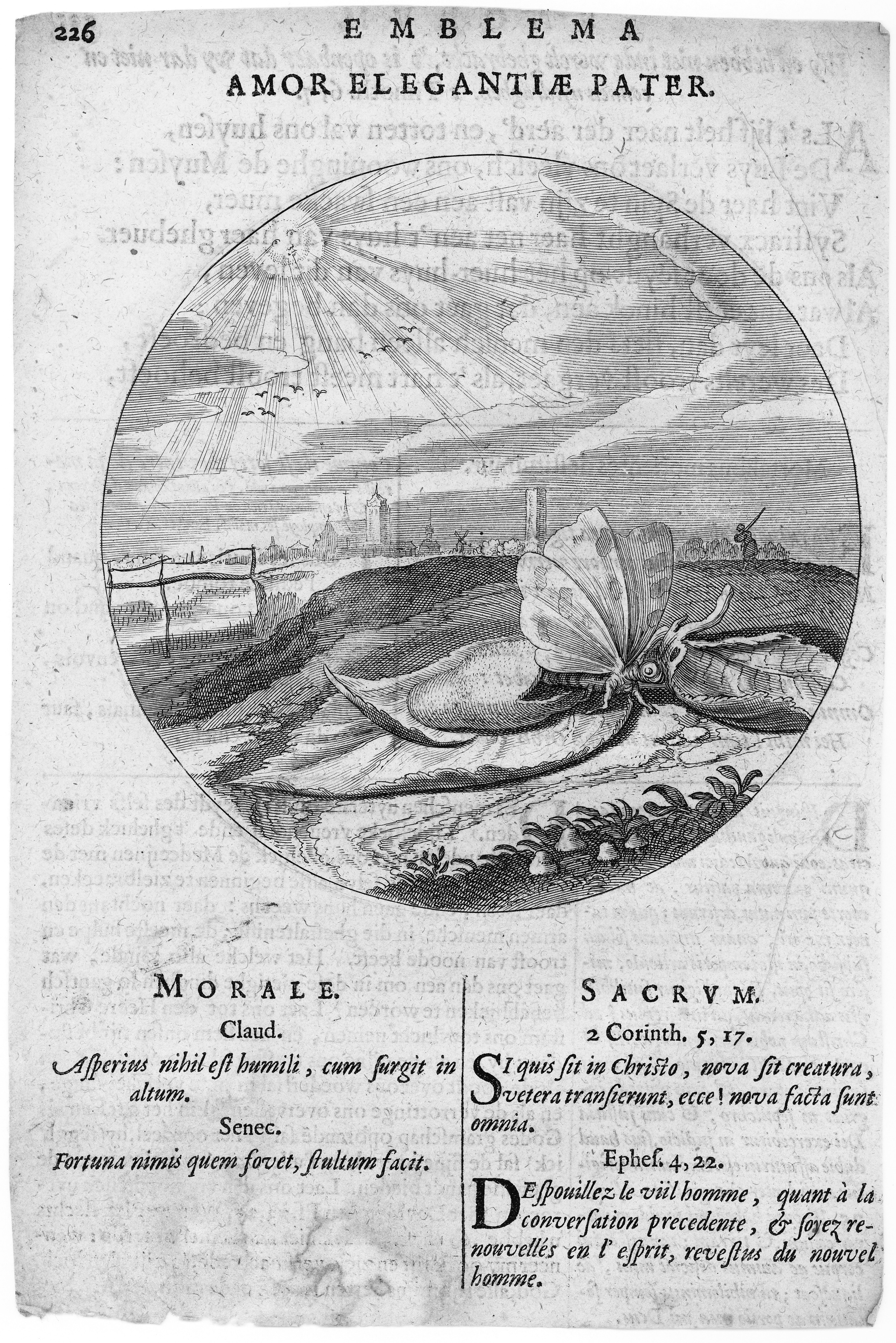
Emblema tratto da Monita amoris virginei (1620)

Rifugiatosi nella sua villa di Sorgvliet (Fly-from-Care), vicino all'Aia, Cats trascorse gli ultimi anni della sua vita dedicandosi alla stesura della sua autobiografia (Ottantadue anni della mia vita, pubblicata la prima volta a Leida nel 1734) e delle sue poesie. Morì il 12 settembre 1660 e fu sepolto con una grande cerimonia nella Klooster-Kerk dell'Aia. Gli olandesi lo chiamano ancora oggi Vader Cats, Padre Cats.
Cats era contemporaneo di Hooft, Vondel e altri famosi scrittori olandesi del Secolo d'oro, ma le sue opinioni orangiste e calviniste lo tenevano distante dalla scuola liberale dei poeti di Amsterdam. Però era intimo amico di Constantijn Huygens, le cui opinioni politiche erano più vicine alle sue. Poco conosciuto fuori dall'Olanda, in patria godette di un'enorme popolarità per quasi due secoli. Oggi la verbosità e il carattere antiquato dei suoi temi e del suo stile lo rendono un autore difficile, più famoso che letto. Nel 1829 fu eretta una statua in suo onore a Brouwershaven.

## Opere
Vedi Jacob Cats, Opere complete (1790-1800, 19 vols.), edizioni successive di van Vloten (Zwolle, 1858-1866; e a Schiedam, 1869-1870): Pigott, Moral Emblems, with Aphorisms, etc., from Jacob Cats (1860); e P. C. Witsen Geijsbeek, Het Leven en de Verdiensten van Jacob Cats (1829).
- 1593 - Carmen in laudem doctissimi & eximij juvenis Iohannis Antonii Amstelrodamensis
- 1595 - Ode epithalamia in nuptias nobilissimi iuvenis Galeni van-der-Laen ac generosae virginis Franciscae ab Hemstede
- 1598 - Disputatio de actionibus, compilata quasi per Saturam ex. Tit. Inst. De Actionibus
- 1618 - Proteus of Sinne- en minnebeelden (libro di emblemi)
- 1620 - Self-stryt
- 1625 - Houwelick (daarin het beroemde verhaal Het Spaans heidinnetje)
- 1627 - Proteus Ofte Minne-Beelden Verandert In Sinne-Beelden
- 1632 - Spiegel van den ouden en nieuwen tyt
- 1637 - Trouringh
- 1655 - Alle de wercken van Jacob Cats (pubblicato nel 1658 e 1665)
- 1655 - Koningklyke herderinne, Aspasia
- 1656 - Doodkiste voor den levendige
- 1658 - Ouderdom, buytenleven en hofgedachten op Sorghvliet
- 1659 - Twee- en tachtig-jarig leeven
- 1661 - Gedachten op slapelooze nachten